# Karen Rocha
Pour les articles homonymes, voir Rocha.
Karen Rocha, née le 4 mars 1984 à São Paulo, dans l'État de São Paulo au Brésil, est une joueuse brésilienne de basket-ball. Elle évolue durant sa carrière au poste d'arrière.

## Palmarès
- 3e du championnat des Amériques 2007
- Championne des Amériques 2009